# Ford World Rally Team
Ford World Rally Team – brytyjski zespół rajdowy Rajdowych Mistrzostw Świata WRC. Przed 2005 rokiem funkcjonował pod nazwą Ford Motor Co, a od 2005 do połowy 2007 jako BP Ford World Rally Team. W połowie roku 2007 nazwa została zmieniona na BP Ford Abu Dhabi World Rally Team. Wraz z nadejściem sezonu 2011 zmieniono nazwę na Ford Abu Dhabi World Rally Team. Z rozpoczęciem sezonu 2012 Ford utracił sponsora w postaci Abu Dhabi. Nazwa znów uległa zmianie na Ford World Rally Team. Od 2012 roku w barwach Forda zasiadł Petter Solberg, na rzecz Mikko Hirvonena.

## Samochody
Do końca sezonu 1998 oficjalnym samochodem zespołu był Ford Escort WRC. W roku 1999 zadebiutował nowy model - Ford Focus WRC, który zakończył swoją karierę w 2010 roku. W roku 2011 swój rajdowy debiut miał Ford Fiesta RS WRC podczas Rajdu Szwecji.

## Kierowcy
- Carlos Sainz (1996–1997, 2000–2002)
- Bruno Thiry (1996, 1998)
- Juha Kankkunen (1997–1998)
- Colin McRae (1999–2002)
- Simon Jean-Joseph (1999)
- Thomas Rådström (1999)
- Piero Liatti (1999–2000)
- François Delecour (2001)
- Markko Märtin (2002–2004)
- François Duval (2002–2004, 2008)
- Toni Gardemeister (2005)
- Roman Kresta (2005)
- Marcus Grönholm (2006–2007)
- Mikko Hirvonen (2005–2011)
- Khalid Al Qassimi (2007–2011)
- Jari-Matti Latvala (2008–2012)
- Petter Solberg (1999, 2012)